# Continuatorul lui Teofan Mărturisitorul
Theophanes Continuatus (în limba greacă: συνεχισταί Θεοφάνους) sau Scriptores post Theophanem (Οἱ μετὰ Θεοφάνην, "cei de după Teofan") este denumirea în limba latină aplicată de obicei unei colecții de scrieri istorice bizantine păstrate în manuscrisul Vat. gr. 167, datat în secolul al XI-lea. Numele său derivă din postura sa de continuare, ea acoperind perioada dintre anii 813 și 961, a cronicii lui Teofan Mărturisitorul, care parcurge intervalul de la 285 la 813.
Manuscrisul de la Biblioteca Vaticană cuprinde patru lucrări distincte, foarte deosebite ca stil și ca forma de abordarea analistică din cronica lui Teofan.
Prima lucrare, formată din patru cărți, constă într-o serie de biografii ale împăraților bizantini care au domnit de la 813 to 867 (de la Leon al V-lea Armeanul la Mihail al III-lea). Fiind scrise la comanda împăratului Constantin al VII-lea (913–959), cărțile reflectă punctul de vedere al reprezentanților dinastiei macedonene. Necunoscutul autor a utilizat probabil aceleași surse ca și Iosif Genesios. Cea de a doua lucrare este cunoscută sub numele de Vita Basilii, o biografie a împăratului Vasile I Macedoneanul (867–886) scrisă de nepotul său, împăratul Constantin al VII-lea, probabil în jurul anului 950. Lucrarea este esențialmente un panegiric care laudă pe Vasile și domnia sa în paralel cu defăimarea predecesorului său, Mihail al III-lea. Lucrarea a treia a manuscrisului reprezintă o istorie a anilor 886–948, într-o formă și conținut foarte apropiate de istoria lui Simeon Metaphrastes, iar secțiunea finală continuă până la anul 961. Este probabil ca ea să îl aibă ca autor pe Theodor Daphnopates și este scrisă cu puțin înainte de anul 963.